# Adriaen Cornelisz. Beeldemaker
Adriaen Cornelisz. Beeldemaker (ur. 1618 w Rotterdamie, zm. 1709 w Hadze) – holenderski malarz barokowy.

## Życiorys
Najwcześniejsze informacje o artyście pochodzą z 1649 roku, kiedy to zawarł związek małżeński w Rotterdamie. Rok później został członkiem gildii św. Łukasza w Lejdzie, gdzie pracował do 1651 roku oraz w latach 1654–1655, 1665–1668 i 1673–1675. W latach 1656–1662 mieszkał w Dortrechcie, a w 1676 przeniósł się do Hagi, gdzie tworzył aż do śmierci. Miał dwóch synów: François i Cornelisa; oboje również zostali malarzami.
Adriaen Cornelisz był mało znanym malarzem. Arnold Houbraken nie wymieniał go w swojej monumentalnej pracy biograficznej De groote Schouburgh der Nederlantsche Konstschilders en Schilderessen, a Jan van Gool błędnie nadał mu imię Johannes, przez co skazał malarza na wielowiekowe zapomnienie. Dopiero w 1926 roku artysta na nowo został zidentyfikowany. 
Malował głównie obrazy rodzajowe i o tematyce myśliwskiej, jest autorem kilku portretów. Swoje obrazy sygnował pierwotnie monogramem AC, a po 1670 – A. Beeldemaker.